# 哀しみの天使 (曲)
「哀しみの天使」(It's a Sin)は、イギリスのポップデュオ、ペット・ショップ・ボーイズの楽曲。彼らにとって2枚目のアルバム『哀しみの天使』（原題：Actually）に収録されており、先行シングルとしてリリースされた。デレク・ジャーマンがミュージック・ビデオを監督した。
2021年にはこの曲をタイトルに使用したドラマ『IT'S A SIN 哀しみの天使たち』に主演したオリー・アレクサンダーのソロ・プロジェクト、イヤーズ・アンド・イヤーズによるカバー・ヴァージョンもリリースされた。ドラマを見て感動したエルトン・ジョンはブリット・アワードにてイヤーズ・アンド・イヤーズと「哀しみの天使」のコラボ・パフォーマンスを披露した。

## トラックリスト
| #  | タイトル                                                                      | 作詞 | 作曲・編曲 | 時間 |
| -- | ----------------------------------------------------------------------------- | ---- | ---------- | ---- |
| 1. | 「哀しみの天使」(It's a Sin)                                                  |      |            | 4:59 |
| 2. | 「ユー・ノウ・ホエア・ユー・ウェント・ロング」(You Know Where You Went Wrong) |      |            | 5:51 |